# Khindiktig-Khol
Le Khindiktig-Khol (en russe : Хиндиктиг-Холь, anciennement Kyndykty-Koul) est un lac russe de la république de Touva. Il se situe dans la kojuun du Moungoun-Taïga, et tout près de la frontière avec la république de l'Altaï. Il est situé au sud-est du lac Djouloukoul, au pied du massif du Mongoun-Taïga à l'est ainsi que des versants du Chapchal à l'ouest et au nord. Sa superficie est de 66 km2, à une altitude de 2305 mètres. Son nom, venant du touvain, veut dire « lac avec un nombril ».

## Géographie
Le lac est situé dans un petit bassin, au sein du plateau de la Tchoulychman. Au centre du lac, il y a deux îles formées par des affleurements rocheux. Le point culminant de la plus grande est de 2458 mètres. La température du lac n'excède pas les 13 degrés. Il est long de 14,9 km, et large de 8,6, permettant une superficie de 66 km2. La transparence de l'eau peut atteindre 20 mètres de profondeur. La profondeur moyenne est de 30 à 40 mètres, le maximum est de 70 mètres. Le lac, ayant de par ailleurs un bassin versant de 92,4 km2, est le troisième plus grand lac de Touva et le 178ème plus grand de Russie. Le lac est de forme elliptique, étire sur un axe nord-ouest - sud-est.
Le Khindiktig-Khol existe grâce à un barrage naturel. La partie sud-ouest est barrée par la moraine d'un ancien glacier.
Deux niveaux d'eau plus élevés dans le passé sont perceptibles sur la rive du lac grâce à des traces : 80 et 20 m au-dessus du niveau actuel du lac.
L'alimentation du lac est principalement glaciaire, et le lac alimente la rivière Mogen-Bouren qui va elle se jeter dans le lac Achit-Nuur en Mongolie voisine.
Le fond du lac est rocheux, tandis que les rives sont sablonneuses.
La marmotte de l'Altaï vit sur ses rives, ainsi que de nombreux poissons dans l'eau comme l'ombre.
Le lac est difficilement accessible car loin de toutes routes ; il n'est accessible que par des pistes dont la plus facile qui passe par le col du Bougouzoun. Le village le plus proche est Kyzyl-Khaïa, à une quarantaine de kilomètres au nord-est.

## Galerie

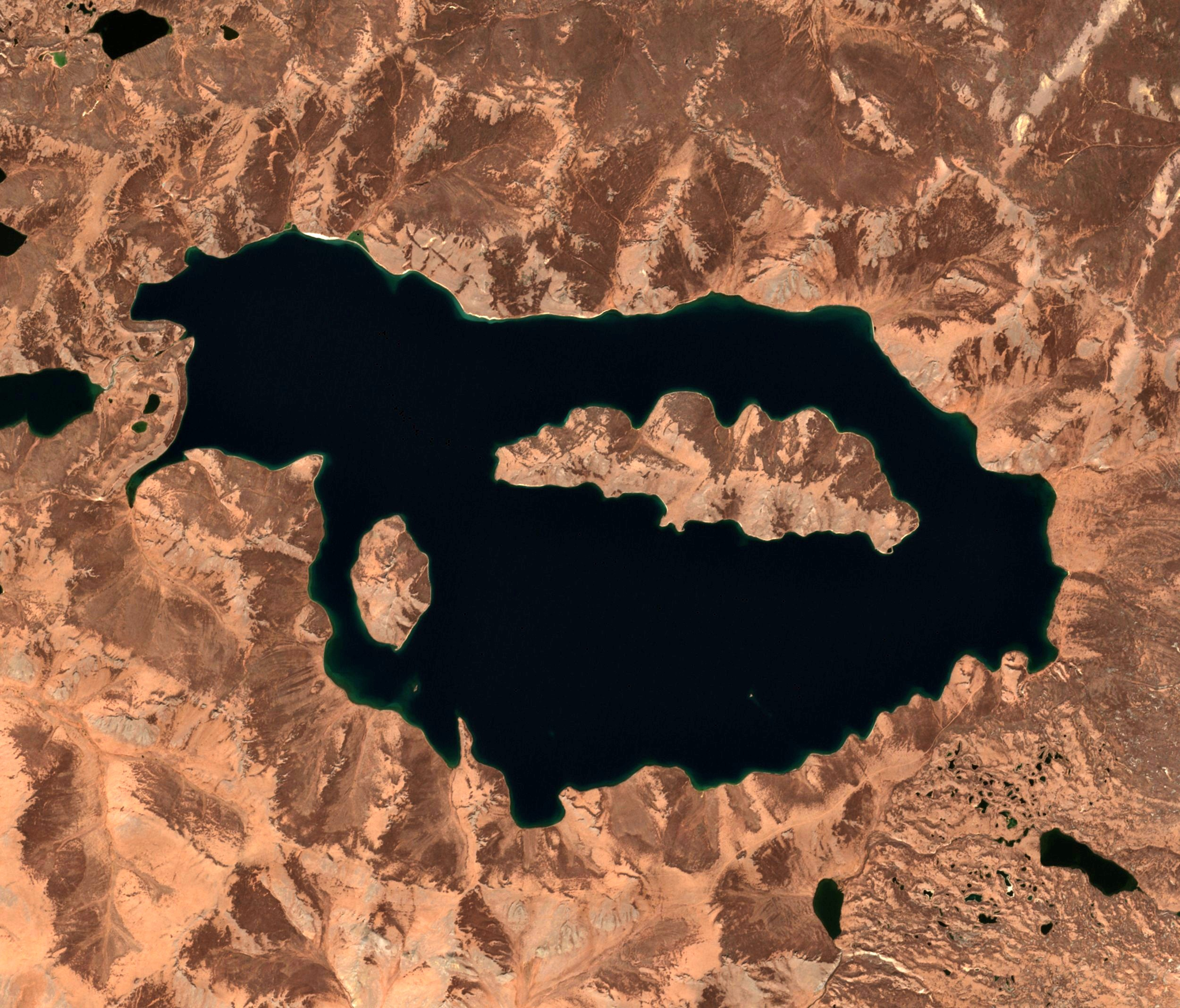
Le lac vu du ciel avec ses deux îles.